# MBH Gondoskodás Egészségpénztár
Az MBH Gondoskodás Egészség- és Önsegélyező Pénztár (rövid név: MBH Gondoskodás Egészségpénztár, korábban: MKB-Pannónia Egészség és Önsegélyező Pénztár) Magyarország harmadik legnagyobb egészségpénztára a maga közel 200 000 fős taglétszámával és körülbelül 18 milliárd forintos vagyonával. A Pénztár célja az egészségügyi öngondoskodás elősegítése, valamint az egészségügyi kiadások adóoptimalizált finanszírozása.

## Története
Az egészségpénztár 1998-ban alakult, és az évek során több egészségpénztár beolvadásával folyamatosan bővült. 2023-ban, az MBH Bank megalakulásával összhangban, a Pénztár neve MBH Gondoskodás Egészségpénztárra változott. A névváltás egy szélesebb körű márkaintegráció részeként a pénzügyi csoport egységes megjelenését és ismertségét szolgálja.

## Szolgáltatások
A Pénztár tagjai és bejelentett hozzátartozóik számára széles körű szolgáltatásokat kínál, ilyen például az egészségügyi szolgáltatások finanszírozása, gyógyszerek és gyógyászati segédeszközök támogatása, gluténmentes élelmiszerek, fogászati kezelések, optikai termékek, valamint az önsegélyező szolgáltatások, mint a gyermek születéséhez vagy lakáshitel törlesztéshez kapcsolódó támogatások, intézményi idősgondozás és temetési költségek finanszírozása.
A tagok befizetéseik után 20% adó-visszatérítésre jogosultak, legfeljebb évi 150.000 forintig. Ezen kívül plusz 10-10% adóvisszatérítést is igénybe vehet, az egyéni számláján 24 hónapra lekötött összeg után, illetve az igénybe vett prevenciós szolgáltatások után is.

### Online jelenlét
A Pénztár kiemelt figyelmet fordít az edukációra és a digitális ügyintézés fejlesztésére. Weboldalán elérhető szolgáltatókeresővel, valamint a Tagi Portálon keresztül biztosított online belépéssel, egyenleglekérdezéssel és elektronikus ügyintézéssel támogatja tagjait. Emellett a Pénztár mobilalkalmazása is rendelkezésre áll, amely gyors és kényelmes hozzáférést nyújt a legfontosabb funkciókhoz. Ezen kívül az MBH Gondoskodás Egészségpénztár rendszeresen megjelenik blogbejegyzésekkel, hírlevelekkel és közösségi média posztokkal, amelyek célja az egészségtudatosság növelése és az önkéntes pénztári megtakarítások népszerűsítése.

## Kapcsolódás más Pénztárakhoz
Az MBH Gondoskodás Egészségpénztár mellett működik az MBH Gondoskodás Nyugdíjpénztár. A két pénztár egységes megjelenéssel és összehangolt kommunikációval segíti a pénzügyi tudatosság és a hosszú távú öngondoskodás népszerűsítését.